# Festuca pseudosupina
Festuca pseudosupina är en gräsart som beskrevs av Jean Jacques Vetter. Festuca pseudosupina ingår i släktet svinglar, och familjen gräs. Inga underarter finns listade i Catalogue of Life.